# 愛媛県農林水産研究所 水産研究センター
愛媛県農林水産研究所・水産研究センター（えひめけんのうりんすいさんけんきゆうじよ すいさんけんきゆうせんたー）は、愛媛県における水産業の研究・指導を目的として設置された愛媛県立の研究所で本場は愛媛県宇和島市にある。
本場は日向灘に面しているため隣接する宮崎県水産試験場と真珠養殖の関係で三重県水産研究所との連携が強い。
栽培資源研究所は瀬戸内海に面しているので隣接する広島県立総合技術研究所 水産海洋技術センターおよび山口県水産研究センター 内海研究部・福岡県海洋技術センター 豊前海研究所との連携が強い。

## 概要
1900年（明治33年）に松山市の愛媛県庁内に創設されたものが始まりである

## 組織
組織の長はセンター長である。
- 愛媛県水産研究センター：愛媛県宇和島市下波5516
- 愛媛県栽培資源研究所（旧：愛媛県中予水産試験場）：愛媛県伊予市森甲121番地3
- 愛媛県栽培資源研究所（旧：愛媛県中予水産試験場東予分場）：愛媛県西条市河原津甲1188
- 愛媛県水産研究センター魚類検査室（旧：愛媛県魚病センター）：愛媛県宇和島市坂下津外馬越甲309-4

- 環境資源担当 - 水質や底質などの漁場環境調査、養殖魚に被害を及ぼす恐れのある赤潮やプランクトンの発生に関する研究、魚の資源量を推定して今後の漁模様を予測する漁海況予報の作成業務。
- 養殖推進担当 - マハタ・クエの種苗生産技術の開発。阿古屋貝の大量へい死の原因究明および研究

## 沿革
- 1900年（明治33年）4月 - 愛媛県庁内に創設
- 1906年（明治39年）4月 - 宇和島町（現：宇和島市）に移転
- 1915年（大正4年）5月 - 新居郡役所内に東予分場を設置
- 1916年（大正5年）4月 - （東予分場）西条町明屋敷に移転
- 1943年（昭和18年) 5月 - （東予分場）西条市朔日市に移転
- 1961年（昭和36年）4月 - 愛媛県上浮穴郡久万町下畑野川に（内水面漁業の研究を行う）久万分場が設置
- 1964年（昭和39年）3月 - 久万分場廃止
- 1975年（昭和50年) 5月 - （東予分場）東予市河原津に移転
- 1980年（昭和55年) 4月 - 宇和島市下波に移転
- 1990年（平成2年) 12月 - 伊予市森に中予水産試験場の設立により、一部業務の移管並びに、東予分場の所轄が中予水産試験場に変更される。
- 2004年（平成16年) 12月 - 宇和島市坂下津外馬越309-4に愛媛県魚病指導センターを設置
- 2008年（平成20年）4月 - 組織再編により、愛媛県農林水産研究所水産研究センターに名称が変更。中予水産試験場および東予分場は栽培資源研究所。魚病指導センターは魚類検査室とそれぞれ名称が変わる。

## 主な実績
- クエ・シマアジの調査研究
- ホシガレイのバイオ技術による雌雄分け生産（旧：中予水産試験場）

## 調査船
- よしゅう（水産研究センター） - 2001年2月より就航。鋼および一部耐食軽合金製。77t。
- 2代目ゆり（栽培資源研究所） - 2007年3月より就航。FRP製。4.9t。

## 現在の主要研究対象生物
- 阿古屋貝
- クエ
- シマアジ
- キジハタ
- トラフグ
- ナガニシ（ヨナキガイ）
- ホシガレイ
- イワガキ
- 海苔

## その他
- 県の魚はタイである
- 四国における水産業のイメージは高知県が（漫画等で）有名だが、実際は漁獲量・漁獲額ともに愛媛県の方が多い（共に全国3位）
- また漁港の数も北海道・長崎県に次いで第3位である。